# İslam Abbasov
İslam Əzim oğlu Abbasov (Sumqayit, 1996. március 24. –) azeri kötöttfogású birkózó. A 2018-as birkózó-világbajnokságon a bronzmérkőzésig jutott 87 kg-os súlycsoportban, kötöttfogásban. A 2017-es Iszlám Szolidaritási Játékokon aranyérmet nyert 85 kg-ban. A 2016-os katonai közelharc világbajnokságon ezüstérmes lett 85 kg-ban. A 2018-as és a 2017-es katonai közelharc világbajnokságon bronzérmet nyert 87, illetve 85 kg-ban. A 2019. évi Európa játékokon ezüstérmet szerzett 87 kg-ban.

## Sportpályafutása
A 2018-as birkózó-világbajnokságon a bronzmérkőzésig jutott.